# Pueblo tboli
Los tbolis son una etnia lumad que habita la región de Mindanao Central en Filipinas. En las décadas posteriores a la Segunda Guerra Mundial, fueron gradualmente expulsados por colonos y grandes empresas, desde los valles hacia las zonas montañosa, de las regiones de Bisayas y Luzón.

## Etnología

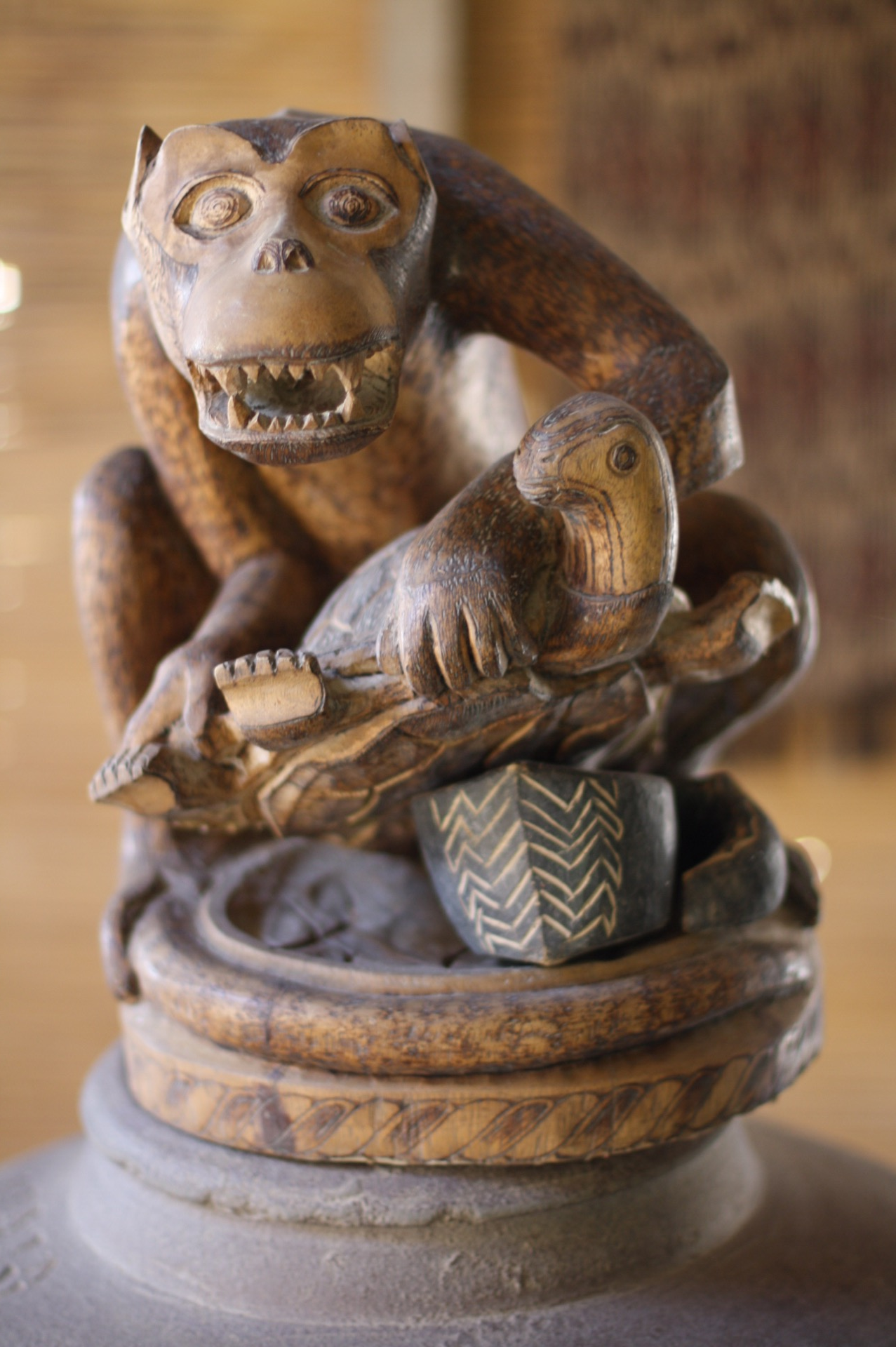
Una escultura tboli en el museo Tboli cerca del lago Sebú, Cotabato del Sur, Filipinas.

Actualmente residen en las laderas montañosas a ambos lados del valle superior del valle del Ala y en la zona costera de Maitum, Maasim y Kiamba, en la provincia de Sarangani. Antiguamente, también residían en la parte alta del valle del Ala. Tras la Segunda Guerra Mundial y la llegada de colonos de otras partes de Filipinas, se han visto desplazados gradualmente hacia las laderas montañosas y prácticamente expulsados del fértil valle.
Al igual que sus grupos étnicos vecinos inmediatos, los Úbûs, los bilanes, los Blit, los Tàú-Segél y los Tasaday, históricamente se les ha descrito como paganos o animistas, en contraposición a los pueblos musulmanes o a los colonos cristianos. Sin embargo, en contextos políticos, el término cebuano «lumad» (nativo) se ha convertido en un término genérico para los diversos pueblos politeístas de Mindanao.

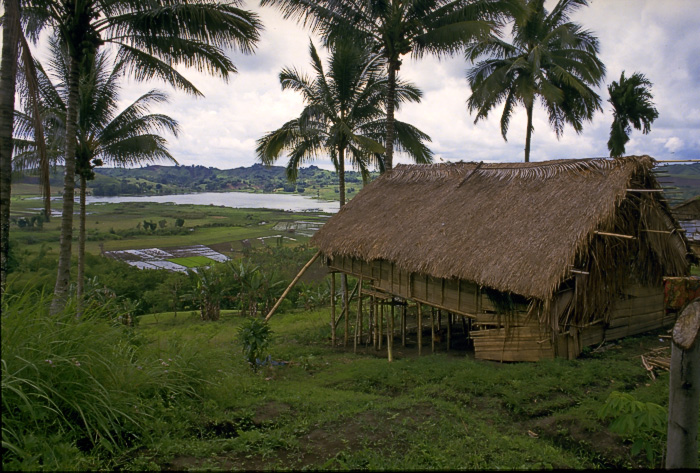
Casa típica tboli

En la literatura etnográfica y lingüística sobre Mindanao, su nombre se escribe de diversas maneras: Tboli, T'boli, Tböli, Tagabili, Tagabilil, Tagabulul y Tau Bilil. Su endónimo es Tboli.
En la literatura, su paradero e identidad son algo imprecisos: algunas publicaciones presentan a los Tboli y a los Tagabili como pueblos distintos, mientras que otras ubican a los Tboli en las cercanías del lago Buluan, en la cuenca del Cotabato, o en Agusan del Norte.
Los tbolis hablan su lengua materna homónima. Sin embargo, con el paso de las décadas, han podido hablar y comprender el cebuano, el hiligaíno, el tagalo y, en cierta medida, el ilocano, además de su lengua materna. Estas lenguas fueron traídas e introducidas por los colonos de Cebú, Bohol, Siquijor , Negros, Panay, las regiones de habla tagala, Luzón Central e Ilocos, a su llegada a las tierras de los tboli a principios del siglo XX.
En la legislación filipina les considera un pueblo indígena.

## Música
Los tboli poseen un patrimonio musical formado por varios conjuntos «agung», que se componen de grandes gongs colgantes, suspendidos o sostenidos, abombados con perillas que suenan como un zumbido, sin ningún instrumento melódico de acompañamiento.
Otros instrumentos incluyen el hegelung.

## Religión

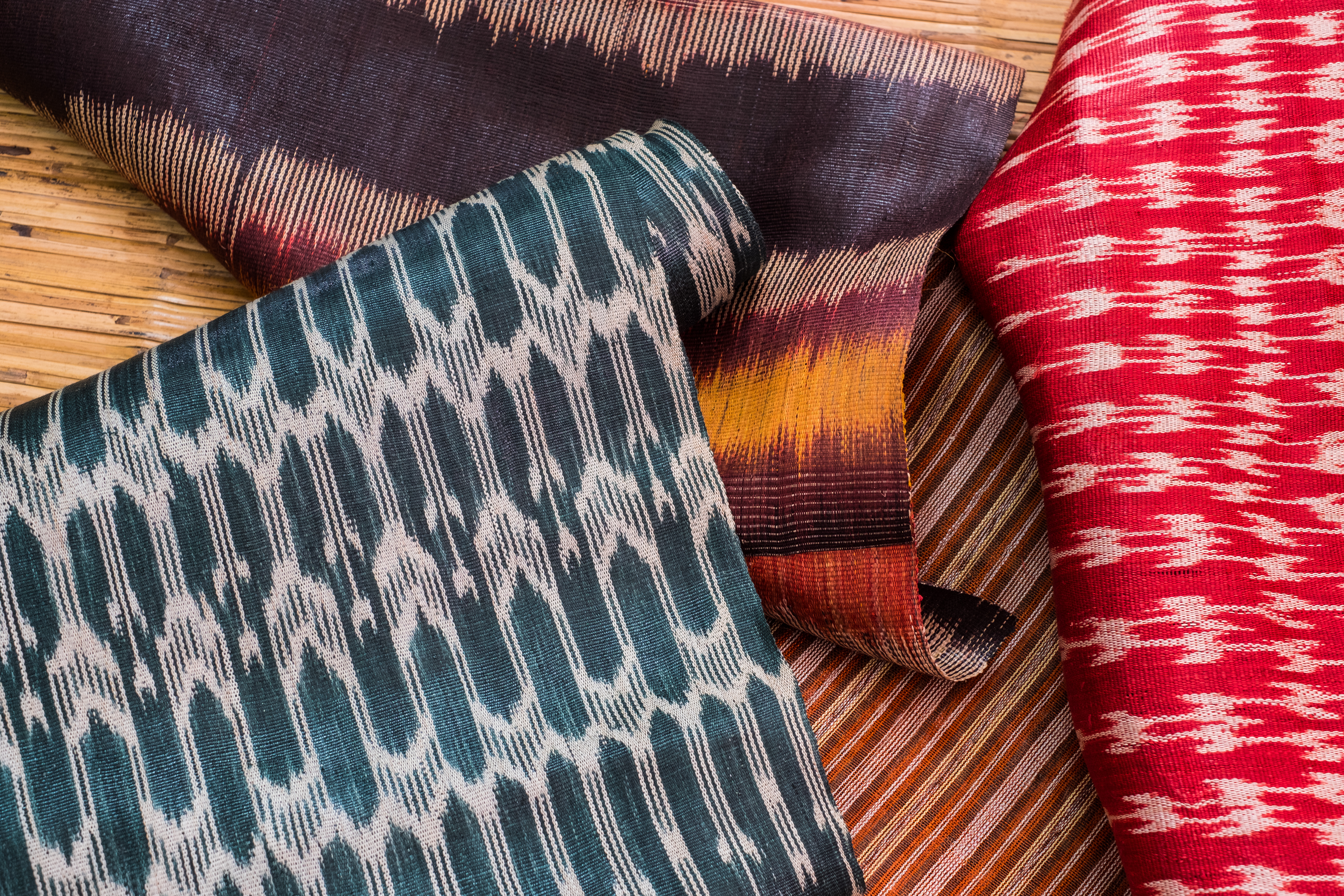
Las telas Tnalak, realizadas por «los tejedores de sueños tboli», tienen patrones inspirados en los sueños y bendecidos por Fu Dalu, el dios tboli del abacá.

Los tboli tienen una tradición religiosa politeísta muy compleja, sin embargo, variantes más recientes de su religión han recibido influencia del islam y el cristianismo. No obstante, algunos continúan conservando prácticas religiosas de tradiciones milenarias, mientras que otros se han involucrado en creencias sincréticas que combinan sus elementos religiosos tradicionales con el cristianismo o el islam.